# Пужниківська сільська рада
| Пужниківська сільська рада — колишній орган місцевого самоврядування у Тлумацькому районі Івано-Франківської області з адміністративним центром у с. Пужники. Утворена 9 липня 1991 року. 14.09.2016 увійшла у Тлумацьку ОТГ. Сільській раді підпорядковані населені пункти: - с. Пужники |

## Склад ради
Рада складається з 15 депутатів та голови.

### Керівний склад ради
| ПІБ                       | Основні відомості                                                                                                  | Дата обрання | Дата звільнення |
| ------------------------- | --- | ------------ | --------------- |
| Кушнір Михайло Васильович | Сільський голова, 1966 року народження, освіта, безпартійний                                                       | 26.03.2006   | 31.10.2010      |
| Кушнір Михайло Васильович | Сільський голова, 1966 року народження, освіта вища, безпартійний                                                  | 31.10.2010   | 25.10.2015      |
| Кушнір Михайло Васильович | Сільський голова, 1966 року народження, освіта вища, член політичної партії Всеукраїнське об’єднання "Батьківщина" | 25.10.2015   |                 |

Примітка: таблиця складена за даними джерел